# Arbiter elegantiae

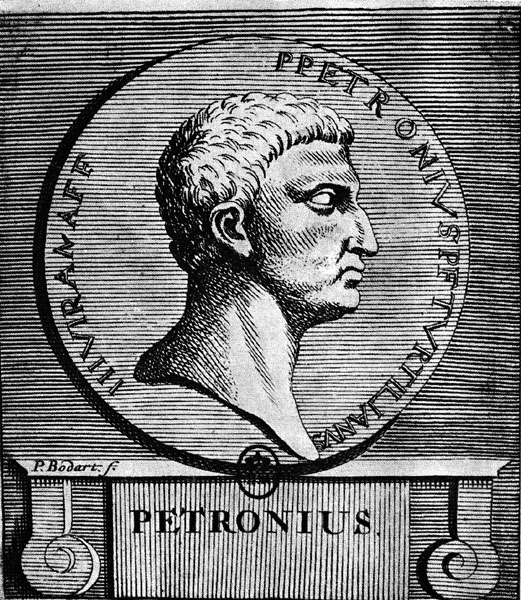
Петровій Арбітр

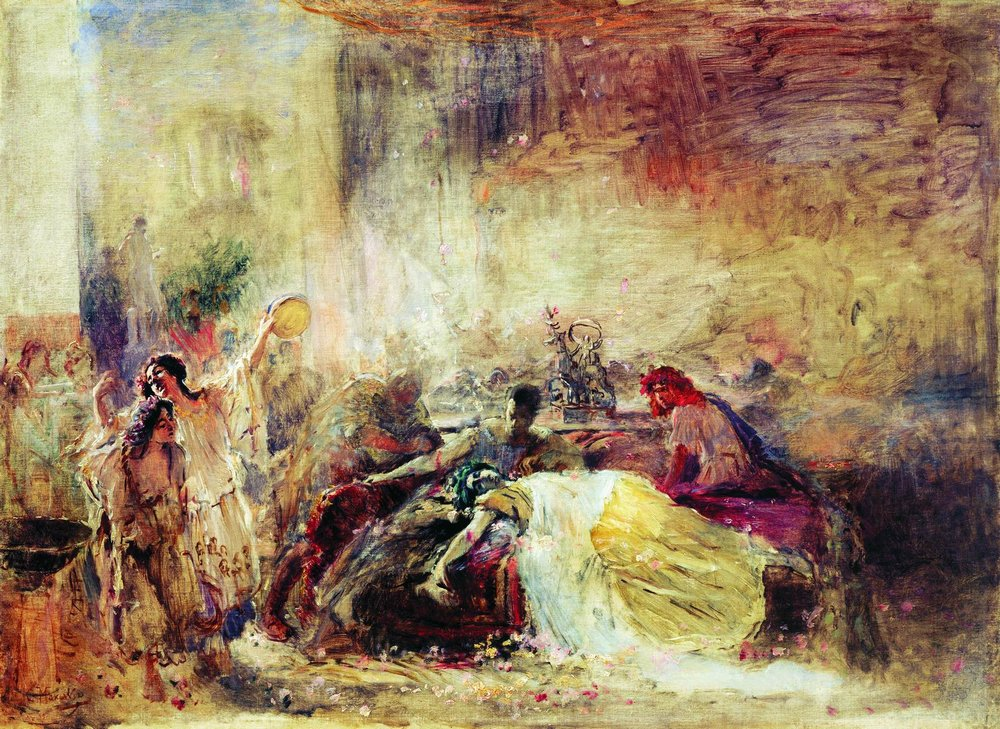
Картина Маковського «Смерть Петронія» — arbiter elegantiae часів Нерона

Arbiter elegantiae (arbiter elegantiarum) —  латинський крилатий вислів. Дослівно перекладається як арбітр витонченості. Так називають людину, яка вважається загальновизнаним авторитетом у питаннях моди і смаку, хороших манер і поведінки в суспільстві. 
Вираз вперше зустрічається у  Тацита. Він стосується до письменника-сатирика  Петронія на прізвисько Арбітр, автора  роману «Сатирікон».

Повернувшись до порочного життя або, можливо, лише удавано віддаючись порокам він був прийнятий у тісне коло найбільш довірених наближених Нерона і став у ньому законодавцем витонченого смаку (лат. arbiter elegantiae), так що Нерон став вважати приємним і доконаним чарівної розкоші тільки те, що було схвалено  Петронієм.

Приклад цитування:

Він [Доріан Грей] бажав відігравати роль більш значну, ніж простий arbiter elegantiarum, у якого запитують поради, […] як зав'язати краватку або носити тростину. Він мріяв створити нову філософію життя […] і вищий сенс бачив в натхненні почуттів і відчуттів.